# The Johnston Brothers
The Johnston Brothers was een Britse zanggroep.

## Bezetting bij oprichting
- Johnny Johnston[2] (geb. als John Reine, 1919 - 10 juni 1998)
- Alan Dean
- Denny Vaughan

## Geschiedenis
The Johnston Brothers waren geen broers en eigenlijk slechts een verder project van Johnny Johnston, die vanaf 1948 al met wisselende zangers de zanggroep The Keytones leidde. Cliff Adams was een tijdlang lid van The Keytones, voordat hij The Stargazers oprichtte. De personele bezetting van de beide combo's ging vloeiend in elkaar over. Het grote verschil was, dat The Keytones een vrouwelijke stem (Pearl Carr, Jean Campbell) erbij hadden. Een verder belangrijk verschil in tegenstelling tot The Johnston Brothers was, dat The Keytones nooit een hit hadden.
Vanaf 1949 maakten ze opnamen voor Decca Records. Hun eerste plaat was de titelmelodie van de film Portrait of Jennie. Reeds voor de introductie van de officiële geluidsdrager-verkoopshitparade waren ze in de hitlijst voor bladmuziek (Sheet Music Charts) zeer succesvol met songs als That Lucky Old Sun, Tennessee Waltz en Blowing Wild. Spoedig zongen ze ook de achtergrondzang voor verschillende zangsterren als Reggie Goff, Lita Roza en Suzi Miller. Hun uniform benadrukte schlagers in de stijl van The Four Aces en The Stargazers bezorgden hen in april 1953 hun eerste officiële hit Oh, Happy Day.
In 1954 had de musical The Pajama Game van Richard Adler en Jerry Ross, naar de roman 7½ Cents van Richard Bissell, veel succes in Broadway. Twee van de songs uit deze musical werden vaak gecoverde standards van de jaren 1950: Hey There (1954, #1) van Rosemary Clooney en de tango Hernando's Hideaway (1954, #2) van Archie Bleyer en zijn orkest. Beide songs werden als A- en B-kant op single uitgebracht door onder andere Johnnie Ray, in het Verenigd Koninkrijk werd dit gedaan door The Johnston Brothers. Rays A-kant Hey There bereikte in het Verenigd Koninkrijk en Noord-Ierland een 5e plaats en de B-kant een 11e plaats. Hey There van The Johnston Brothers haalde de hitlijst niet, maar Hernando's Hideaway werd hun enige nummer 1-hit. De vier zangers tijdens deze succesvolle periode waren Johnny Johnston, Frank Holmes, Harry 'Miff' King en Eddie Lester.
Een andere bestseller was de single No Other Love, een cover van een Amerikaanse hit voor Perry Como (1953), die echter in het Verenigd Koninkrijk in een versie van Ronnie Hilton een nummer 1-hit werd.  Successen hadden The Johnston Brothers ook met de twee medleys Join In and Sing Again en Join In and Sing (No. 3), waarin ze populaire schlagerklassiekers zoals Sheik of Araby, Yes Sir, That's My Baby, Charleston en Alexander's Ragtime Band vertolkten.
Johnny Johnston had na de Tweede Wereldoorlog samen met Mickey Michaels de muziekuitgeverij Michael Reine Music opgericht, die ook zijn eigen songs uitgaf. Hij was oprichter van The Keytones en The Johnston Brothers. Met wisselende zangers was Johnston echter ook verantwoordelijk voor de zanggroepen The Johnston Singers en The King's Men, die de koorzang voor opnamen van verschillende artiesten uit de jaren 1950 verzorgden voor onder andere Vera Lynn, Pearl Carr, Jimmy Young en Billy Cottons orkest. Hij schreef hits voor andere sterren van de jaren 1950. Een van zijn bekendste werken werd The Wedding of Lili Marlene, een vervolg van de internationale Duitse oorlogsschlager Lili Marleen.
Vanaf de tweede helft van de jaren 1950 concentreerde Johnston zich op het componeren en produceren van reclamejingles. Op het gebied van de reclame op televisie en radio werd hij een van de meest gevraagde experts. Voor merken als Kleenex, Heinz, Shell en vele andere produceerde de Johnny Johnston Jingles Ltd. in zijn eigen Cine-Tele-Sound-studio het geluid voor reclameclips. In totaal waren er ongeveer 4500 jingles, totdat hij zich terugtrok uit het arbeidsproces. Johnston telde in de branche als koning van de jingle.

## Discografie

### Singles
- 1953: Oh, Happy Day
- 1954: Wait for Me, Darling (Joan Regan & the Johnston Brothers)
- 1955: Happy Days and Lonely Nights (Suzi Miller & the Johnston Brothers)
- 1955: Hernando’s Hideaway
- 1956: Join In and Sing Again
- 1956: No Other Love
- 1956: In the Middle of the House
- 1956: Join In and Sing (No. 3)
- 1957: Give Her My Love
- 1957: Heart